# Syntagma Musicum
Ensemble Syntagma Musicum (Amsterdam) was een Nederlands muziekensemble gespecialiseerd in muziek uit de middeleeuwen, renaissance en barok. De naam is ontleend aan de gelijknamige boekenreeks.
Het initiatief voor het orkest kwam in 1963 van Kees Otten. Andere betrokkenen bij de oprichting waren Folly Collette, Joannes Collette en Barbara Miedema. In eerste instantie werden bij uitvoeringen de volgende musici ingeschakeld :
- Kenneth Wollitz;
- Maria Poulussen; Maria (van der Voort-)Poulussen kreeg de opleiding blokfluit aan het Conservatorium Maastricht en viola da gamba aan conservatorium van Neurenberg; speelde jarenlang in ensembles en/of duo’s; is ook in 2023 nog (deels) actief.[2]
- Trudi Schriel; Onderwijzersdochter Trudi (Velthuijzen-)Schriel (Rotterdam, 1940) was een blokfluitiste en fluitiste. Ze werd opgeleid door Hubert Barwahser aan het Rotterdams Conservatorium Ze was in de jaren zestig enigszins bekend als fluitist in dit ensemble.
- Paul Hameleers;
- Simon Meerdink (Strijen, 1924 – Amsterdam, 2017) was tenor, getrouwd met muzikaal (viool of piano) aangelegd onderwijzeres Paula Dorsman (Bandung, 1924- Amsterdam, 2013). Hij werd opgeleid aan het Rotterdams Conservatorium. Hij maakte deel uit van onder meer dit ensemble, een zangensemble rond Piet van Egmond,  Studio Laren, Groot Omroepkoor en het Radio Kamerkoor.
- Carel Willink.

Het ensemble werkte op gegeven moment (Algemene muziek encyclopedie) met een vaste kern, die per concert aangevuld werd met derden. Die vaste kern bestond uit:
- Kees Otten, houten blaasinstrumenten
- Marius van Altena, Rita Dams – zang
- Toyohiko Satoh – luit.

Het ensemble trok de gehele wereld over. Bovendien werden er vele werken door het kamermuziekensemble plaatopnamen gemaakt, waaronder een gehele collectie van werken van Guillaume Dufay. Opnamen leiden in minstens twee gevallen tot Edisons (1967 en 1969).
Het gold destijds, aldus de Algemene muziek encyclopedie als een van de invloedrijkste ensembles in hun niche, hetgeen mocht blijken uit ook buitenlandse onderscheidingen die het verkreeg.
Kees Otten zette met de oprichting van dit ensemble zijn spel als blokfluitsolist op een laag pitje. Rond 1983 pakte hij die draad weer op en doofde het ensemble langzaam uit. In 1983 werd al in de pers in de verleden tijd over het ensemble geschreven.  .